# Mer de Zanj

Mer de Zanj

La mer de Zanj est l'ancien nom donné à la mer bordant la portion de la côte est-africaine que les géographes arabes du Moyen Âge appelaient Zanj. Ils y incluaient l'île de Madagascar ainsi que l'archipel des Mascareignes, c'est-à-dire La Réunion, l'île Maurice et Rodrigues.